# Lars Andersson (écrivain)
Pour les articles homonymes, voir Andersson et Lars Andersson (homonymie).
Lars Andersson, né le 23 mars 1954 à Karlskoga (Suède), est un écrivain suédois.

## Biographie
Lars Andersson fait ses débuts littéraires en 1974 avec le roman Brandlyra, suivi par Vi lever våra spel (1976) et, en 1977, du recueil de nouvelles Gleipner. Son roman Snöljus de 1979 est qualifié de percée littéraire. Ses collections d'essais comprennent Försöksgrupp de 1980, Skuggbilderna (1995) et Fylgja - Resor och essäer (2004). En 1985, il publie le recueil de poésie Lommen lyfter, et, en 2001, le recueil Motgift.
Il est également critique littéraire pour les journaux Dagens Nyheter, Aftonbladet et Expressen.
Il a reçu le prix Dobloug en 2020.